# Alfredo Alvar
Alfredo Alvar Ezquerra (ur. w 1960 w Grenadzie) – hiszpański historyk, profesor Hiszpańskiego Związku Badań Naukowych (CSIC), specjalista w dziedzinie historii nowożytnej. Członek korespondencyjny Królewskiej Akademii Historii, profesor Uniwersytetu Complutense w Madrycie. Syn filozofa – Manuela Alvara.

## Badania naukowe
Badania profesora Alvara koncentrują się na historii nowożytnej Hiszpanii. Na początku kariery, jego zainteresowania skupiały się na okresie panowania Filipa II i dziejach przeniesienia stałej siedziby dworu do Madrytu; z czasem pole badań rozszerzyło się na inne dziedziny, między innymi na historiografię, arbitrismo (ruch reformatorski w dziewiętnastowiecznej Hiszpanii, stawiający sobie za cel rozwiązanie problemów skarbu królewskiego; dzieła jego twórców można uznać za pierwsze przejawy nowożytnej myśli ekonomicznej) a także biografie znanych osobistości okresu XVI i XVII wieku. Na poglądy Alvara niezwykle silny wpływ mieli Anthony Giddens i jego teoria strukturacji oraz L’Ecole des Annales i Fernand Braudel. Nieodłącznym elementem rozpraw historycznych Alvara są socjologia i ekonomia. 
Innowacja w naukach historycznych opiera się nie tylko na nowej interpretacji znanych faktów, lecz również na wyciąganiu na światło dzienne faktów i źródeł nieznanych. Znamienną cechą metodologii naukowej Alvara jest ciągłe poszukiwanie nowych źródeł naukowych. Rzuca się to w oczy już w pierwszym jego opracowaniu (Relacje i listy, Antonio Péreza, sekretarza Filipa II), a ewidentne jest w najnowszych biografiach, które wyszły spod jego pióra (Izabela I Katolicka, Cervantes) oraz projekcie badawczym poświęconym protokołom z posiedzeń rady miasta Madryt w ostatnich dekadach XVI w.
Profesor Alvar uczestniczył w 18 projektach badawczych, był głównym wykonawcą 14 spośród nich. Jest wykładowcą Uniwersytetu Complutense, z jego inicjatywy utworzono także katedrę Współczesnej Historii Hiszpanii, w Quito w Ekawdorze, profesor Alvar prowadził tam gościnnie wykłady.
Alfredo Alvar jest aktywnym popularyzatorem nauki. Współpracuje i współtworzy liczne czasopisma naukowe. Prowadzi wykłady, prelekcje i seminaria.

## Ważniejsze publikacje
Najważniejsze spośród blisko dwudziestu książek to: 
- El Nacimiento de una capital europea. Madrid entre 1561 y 1606. Narodziny europejskiej stolicy. Madryt w latach 1561-1606, nagrodzone w 1989 roku nagrodą Villa de Madrid jako najlepszy esej humanistyczny.
- El César Carlos: de Gante a El Escorial, Nagroda za Najlepsze Opracowanie Graficzne i Pierwsza Nagroda dla Książki w konkursie Graphies 99.
- Isabel la Católica: Una Reina Vencedora, Una Mujer Derrotada Izabela I katolicka. Zwycięska królowa, przegrana kobieta.
- Cervantes. Genio Y Libertad Cervantes. Geniusz i wolność '; pierwsza biografia hiszpańskiego pisarza autorstwa historyka.

Ponadto, profesor Alvar koordynował i redagował serie wydawnictw historycznych i wiele pozycji z hiszpańskiej historiografii, takich jak Relacje i Listy  Antonio Péreza (wydane w zaledwie 25 lat) hiszpańskie wydanie De Materia Medica Pedaniusa Diokurydesa, w przekładzie Andrésa Laguna, nadwornego medyka królów Karola I i Filipa II, czy też mające charakter leksykonu Relaciones Topográficas de los pueblos de España, hechas de orden de Felipe II “Topograficzne relacje miast hiszpańskich w okresie panowania Filipa II”, dzieło stanowiące próbę szczegółowego opisu miast królestwa (do czasów badań przeprowadzonych przez profesora Alvara uważano je jedynie za spis mający ułatwić wyznaczanie podatków).